# Diploglossus fasciatus
Espèce
Synonymes
- Tiliqua fasciatus Gray, 1831
- Diploglossus houttuynii Cocteau, 1839
- Diploglossus resplendens Barbour 1909

Diploglossus fasciatus est une espèce de sauriens de la famille des Diploglossidae.

## Répartition
Cette espèce se rencontre au Brésil, au Pérou et en Bolivie.

## Publication originale
- Gray, 1831 "1830" : A synopsis of the species of Class Reptilia. The animal kingdom arranged in conformity with its organisation by the Baron Cuvier with additional descriptions of all the species hither named, and of many before noticed, V Whittaker, Treacher and Co., London, vol. 9, p. 1-481 (texte intégral).